# Chimarra spatulata
Chimarra spatulata är en nattsländeart som beskrevs av Ross 1959. Chimarra spatulata ingår i släktet Chimarra och familjen stengömmenattsländor. Inga underarter finns listade i Catalogue of Life.